# Élections législatives françaises de 1831
Les élections législatives françaises de 1831 ont eu lieu le 5 juillet 1831.

## Mode de scrutin
À la suite, en 1830, de la révolution de Juillet qui voit Louis-Philippe monter sur le trône et conformément à la Charte de 1830, la loi électorale a été modifiée le 19 avril 1831. Si le suffrage demeure censitaire, le corps électoral a été élargi, portant le nombre d'électeurs inscrits à 166 583, pratiquement le double du total des élections précédentes. Il faut désormais être âgé d'au moins vingt cinq ans et verser une contribution directe (cens) de 200 francs pour avoir accès au vote, contre 300 francs auparavant. Les membres des professions libérales ou de la fonction publique, appelés « capacités », peuvent néanmoins voter s'ils justifient simplement d'une imposition de 100 francs. Par ailleurs, il est mis fin au système de double-vote instauré en juin 1820 qui permettait aux électeurs les plus fortunés de voter deux fois. La France est découpée en 459 circonscriptions où les députés sont élus au scrutin uninominal majoritaire à un tour. Les candidats doivent quant à eux être agés d'au moins trente ans et verser un cens de 500 francs.
C'est pour tenir compte de ces modifications qu'à la demande de Casimir Perier, président du conseil, Louis-Philippe prononce la dissolution de la Chambre des députés.

## Résultats
|                          |                          |         |       |        |     |
| Parti                    | Parti                    | Voix    | %     | Sièges | +/- |
|                          | Parti de la Résistance   | 76 805  | 61,44 | 282    | 108 |
| ;                        | Légitimistes             | 28 270  | 22,66 | 104    | Nv. |
|                          | Parti du Mouvement       | 20 014  | 15,90 | 73     | Nv. |
|                          |                          |         |       |        |     |
| Total                    | Total                    | 125 090 | 100   | 459    | 97  |
| Abstentions              | Abstentions              | 41 493  | 24,91 |        |     |
| Inscrits / participation | Inscrits / participation | 166 583 | 75,09 |        |     |

L'élection du Président de la Chambre donne 181 voix à Girod de l'Ain, candidat du ministère contre 176 à Laffitte, candidat du parti du Mouvement.

## Suites
La Chambre est dissoute le 25 mai 1834.